# SNO+
SNO+ è un esperimento sotterraneo di fisica delle particelle che non è ancora in funzione e che userà le infrastrutture di SNO e Snolab. Lo scopo principale è la misura dei neutrini solari della catena pp, geo-neutrini (neutrini che provengono dai decadimenti nel nucleo, nel mantello e nella crosta terrestre) e l'osservazione del decadimento doppio beta senza emissione di neutrini.
Per raggiungere questi obiettivi sarà usato un bersaglio composto da liquido scintillante. L'interazione di un neutrino con questo liquido produrrà molta più luce di quanta ne è prodotta per effetto Čerenkov in acqua pesante come per esempio nell'esperimento precedente. Grazie alla statistica migliore la soglia energetica per la rivelazione dei neutrini sarà quindi più bassa e i neutrini derivanti dalla reazione pep potranno essere osservati. Inoltre uno scintillatore liquido può rivelare antineutrini come quelli creati nella fissione nucleare nei reattori o quelli derivanti dal decadimento del torio e dell'uranio all'interno della Terra. La possibilità di osservare il decadimento doppio beta senza neutrini in SNO+ (chiamato anche SNO++) potrà essere consentita aggiungendo 150Nd allo scintillatore. Una massa di alcuni chilogrammi di materiale che decade doppio beta potrà essere aggiunto all'esperimento. Questo farà diventare SNO++ il più grande esperimento per studiare il doppio decadimento beta senza emissione di neutrini.
Il progetto ha ricevuto fondi per la costruzione iniziale dal NSERC nell'aprile del 2007 e sempre nel 2007 l'acqua pesante è stata tolta da SNO e la conversione è in corso.
Il contenitore di SNO (pieno di acqua pesante nell'esperimento originario) è sorretto da una serie di cavi che gli impediscono di affondare nell'acqua normale che lo circonda. Invece lo scintillatore liquido proposto per questa fase dell'esperimento (alkibenzene) è più leggero dell'acqua, quindi SNO dovrà essere ancorato piuttosto che sospeso, ma senza ostruire la vista del suo interno. I supporti per le corde attualmente esistenti non sono adatti a quest'uso "sottosopra" e la necessaria modifica all'apparato sarà la sfida ingegneristica principale per SNO+.